# 482 Петріна
482 Петріна (482 Petrina) — астероїд головного поясу, відкритий 3 березня 1902 року Максом Вольфом у Гейдельберзі.
Тіссеранів параметр щодо Юпітера — 3,198.